# Oktoberrevolutions-Insel
Die Oktoberrevolutions-Insel (russisch Остров Октябрьской Революции, Ostrow Oktjabrskoi Rewoljuzii) liegt im Arktischen Ozean nördlich des russischen Festlands. Sie ist mit etwa 14.170 km² die größte der Sewernaja-Semlja-Inseln.
Administrativ gehört sie zum sibirischen Autonomen Kreis Taimyr, welcher am 1. Januar 2007 in die Region Krasnojarsk eingegliedert wurde. Die Insel der Oktoberrevolution ist etwa zur Hälfte vergletschert. Die eisfreien Gebiete werden von Tundra oder nahezu vegetationsloser Polarwüste eingenommen. Die höchste Erhebung ist der 965 m hohe Berg Karpinski.
Die 1913 von Boris Wilkizki entdeckte Insel hieß bis 1926 Swjataja Alexandra (russ. Святая Александра, zu Deutsch: Sankt Alexandra). Eine Initiative zur Rückbenennung der Insel scheiterte 2007 an der Ablehnung durch das Regionalparlament der Region Krasnojarsk.

## Foto

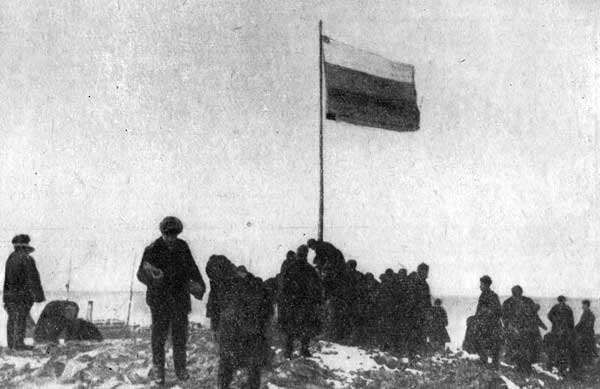
Hissen der russischen Flagge 1913